# Żarnowiec (Silésie)
Pour les articles homonymes, voir Żarnowiec.
Żarnowiec est un village de la voïvodie de Silésie et du powiat de Zawiercie. Il est le siège de la gmina de Żarnowiec et comptait 738 habitants en 2008.